# Ludovica Thornam
Ludovica Anine Vilhelmine Augusta Thornam (født i Horsens den 30. november 1853, død i København den 27. maj 1896) var en dansk portræt- og genremaler, søster til maleren Emmy Thornam og kusine til Marie Thornam.

## Uddannelse
Hun var datter af overlærer Ludvig Thornam (1819-79) og Anine Charlotte Frederikke født Norup (1824-95). Sin første oplæring i kunsten fik hun ved at gå til tegning på Horsens Tekniske Skole, og, animeret af sine forældre, drog hun til København, hvor hun studerede på Vilhelm Kyhns kunstskole i vinterhalvåret 1873-74. De fleste studerende her var kvinder, og først i 1888 fik kvinder adgang til Kunstakademiet. Hun fortsatte studierne under vejledning af Herman Siegumfeldt 1876-77.

## Karriere og rejser
Efter således at have uddannet sig ad privat vej til portrætmaler, begyndte hun at udstille i 1878 og hendes velkomponede og veludførte værker vandt hende snart velyndere, hvilket førte til en del bestillinger, bl.a. fra godsejere. Sammen med søsteren Emmy var hun en af kun meget få kvindelige kunstnere, som kunne leve af sin kunst.
I 1887 fik hun en treårig understøttelse fra Kultusministeriet, som satte hende i stand til at studere ved et af de private akademier i Paris, Académie Julian (ledet af Jules Lefebvre), og  senere med et tillæg fra Den Raben-Levetzauske Fond foretage en rejse til Rom. I 1893—94 besøgte hun atter Paris og Italien sammen med søsteren. Her var hun bl.a. i Siena. Samlet set studerede hun desuden hos Louis Héctor Leroux i Paris ad tre omgange, i årene 1887, 1889 og 1893.
Succesen blev både en styrke og en svaghed, for Thornam blev lænket til portrætkunsten, da efterspørgslen gik i den retning. Hun fastholdt livet igennem en traditionel malestil under indflydelse af dansk guldalder og fransk akademisme, men i tiden efter pariseropholdene kan man spore en større brug af dagslyseffekter i malerierne og en mere utvungen malestil, hvor konturlinjerne begynder at falde bort.
Ved siden af portrætter malede hun også genrebilleder, men beherskede her stoffet med mindre sikkerhed end i portrætkunsten.

## Udstillingsaktivitet
På Charlottenborg udstillede hun flere vellykkede portrætter, bl.a. sit selvportræt fra 1885 (udstillet 1890), som i dag findes på Horsens Museum. Hun nåede at deltage i Kvindernes Udstilling i 1895, og på Forårsudstillingen 1896 var hun repræsenteret med et landskabsmaleri. Hun havde udstillet på Charlottenborg siden 1878, i Kunstnerforeningen af 18. November i 1882 og på Salonen i Paris siden 1889.
Efter en langvarig sygdom afgik hun ved døden i København den 27. maj 1896. Hun var ugift og er begravet på Østre Kirkegård i Horsens.

## Værker
- 1878, Portræt af Hanne Nielsen, Hawarthigaard, Rudersdal Museer, X0064
- 1882, Kunstnerens moder, Horsens Kunstmuseum
- 1884, Christiansborgs brand, Københavns Museum, 1935:029
- 1885, Selvportræt, Horsens Kunstmuseum
- 1887, Siddende dame, Horsens Kunstmuseum
- 1887, To børn på en stentrappe, Kunsten Museum of Modern Art Aalborg
- 1890, Gudstjeneste i Søllerød Kirke, Rudersdal Museer, T0005
- 1890, Interiør fra Søllerød Kirke, Rudersdal Museer,  T0006
- 1890, Gudstjeneste i Søllerød Kirke, Brandts, FKM/283
- 1893, Dameportræt, Vejlemuseerne, 4785
- 1893, En nonne, ARoS Aarhus Kunstmuseum, Maleri 504
- 1896, Min moder, Vejlemuseerne, 4696
- 1896, Maleren Vilhelm Kyhn, Statens Museum for Kunst, KMS2065